# Christensonella neowiedii
Christensonella neowiedii là một loài thực vật có hoa trong họ Lan. Loài này được (Rchb.f.) S.Koehler mô tả khoa học đầu tiên năm 2007.

## Hình ảnh

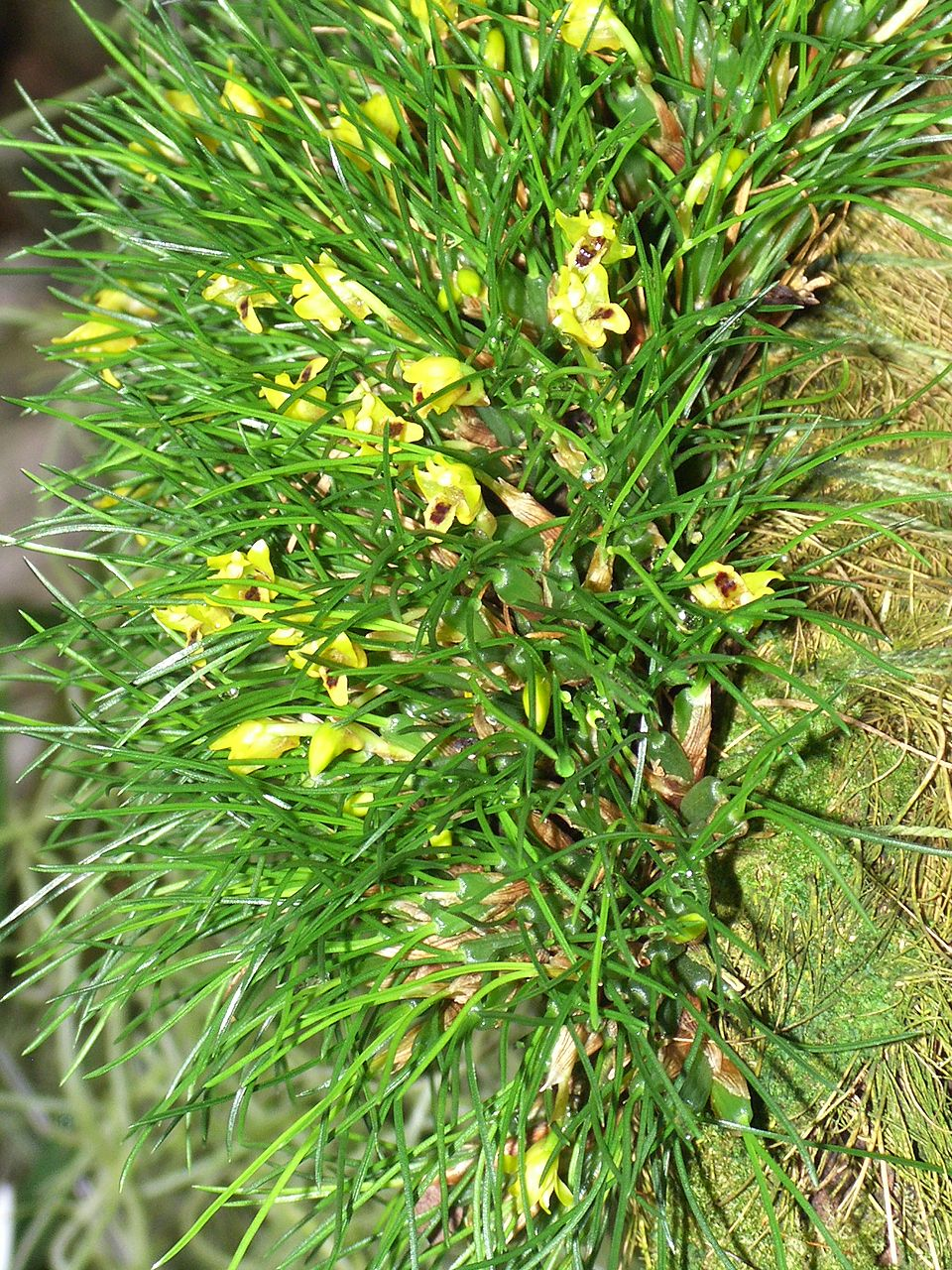

- Tập tin:Maxillaria uncata... Flora Brasiliensis 3-6-21.jpg